# Daily Mail
Daily Mail je britský bulvární deník vydávaný v Londýně a vlastněný společností Daily Mail and General Trust. První vydání vyšlo v roce 1896 a bylo vydáno baronem Alfredem Harmsworthem, 1. viktomtem Northcliffovským, též známým jako baron Norhcliff nebo hrabě Northcliff. Tyto noviny stály na počátku masového rozšíření novin v Británii a tento pojem masifikace je znám jako Northcliffovská revoluce. Daily Mail jsou druhým nejprodávanějším deníkem v Británii po The Sun. Vychází jako  tabloid a vydáván je společností DMG Media.
V únoru 2017 se editoři anglické Wikipedie rozhodli zakázat zdrojovat články Daily Mailem, když rozhodnutí zdůvodnili  nedůvěryhodností a senzacechtivostí média.